# خاگه‌سنگ

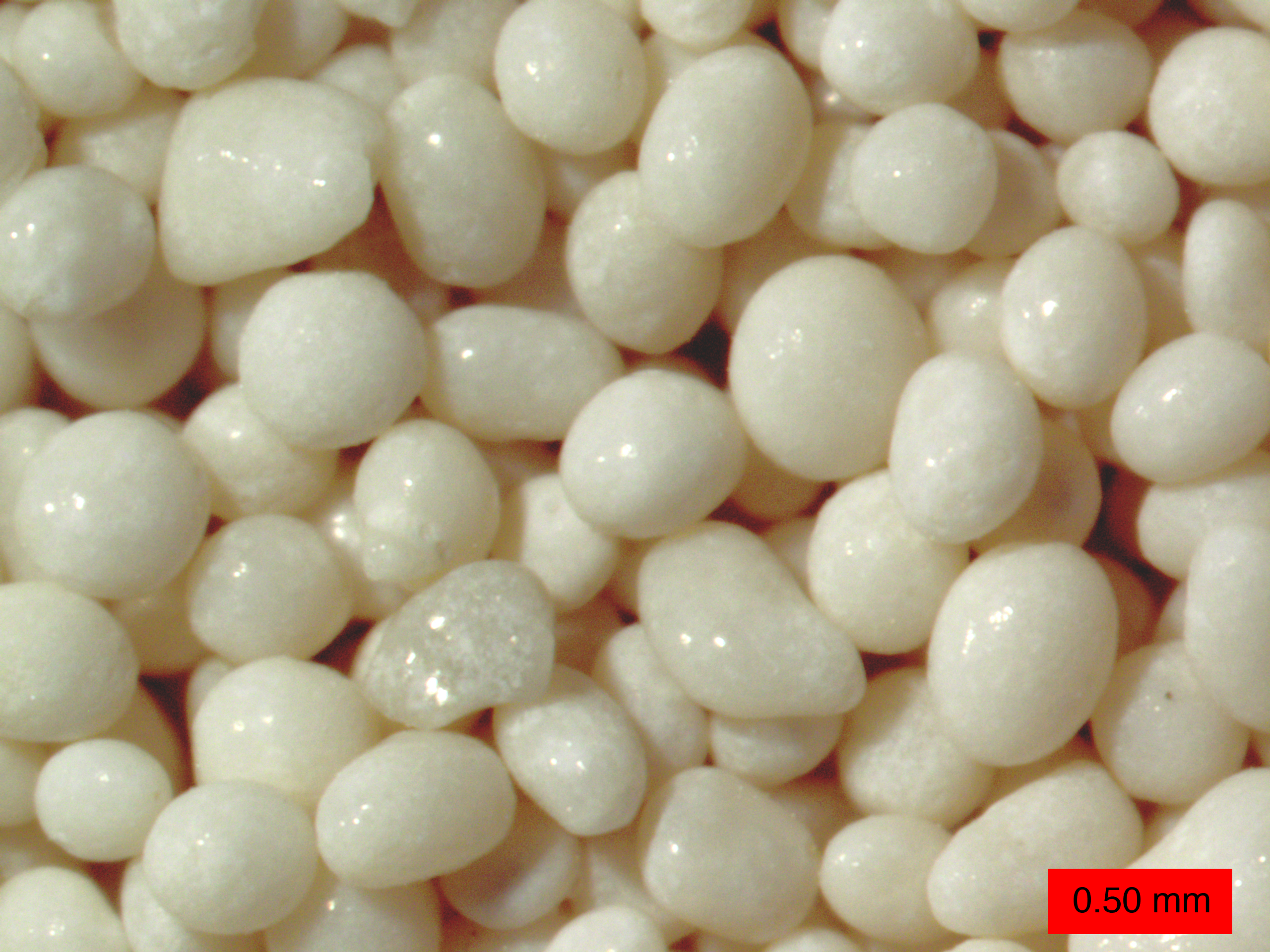

خاگه‌سنگ (انگلیسی: Oolite) نوعی سنگ رسوبی شیمیایی یا زیست‌شیمیایی، معمولاً آهکی، که از ذرات خاگه‌ای که به‌صورت سیمانی به هم پیوسته‌اند تشکیل شده است.